# Reglas de asociación

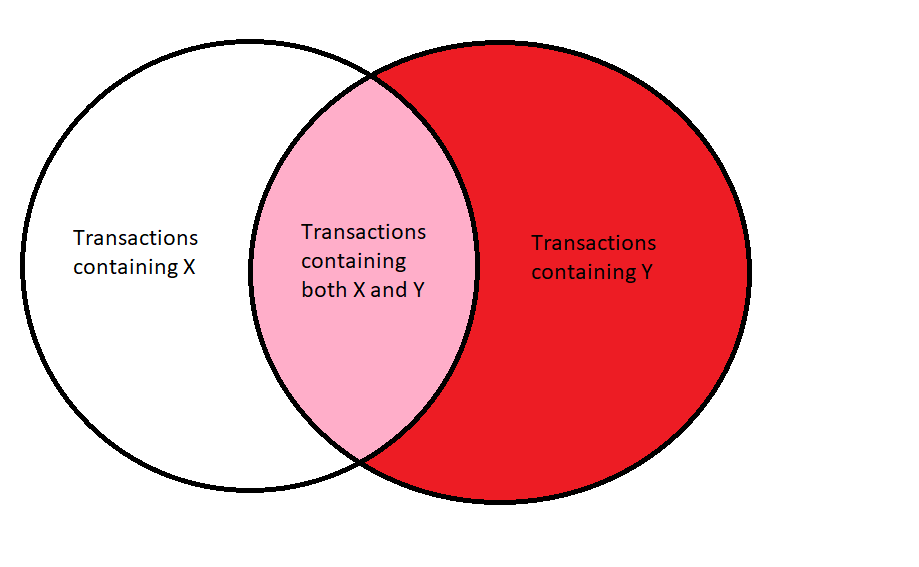
Este diagrama muestra una representación visual de cómo se pueden descubrir las relaciones entre transacciones a través de la minería de reglas de asociación.

En minería de datos y aprendizaje automático, las reglas de asociación se utilizan para descubrir hechos que ocurren en común dentro de un determinado conjunto de datos. Se han investigado ampliamente diversos métodos para aprendizaje de reglas de asociación que han resultado ser muy interesantes para descubrir relaciones entre variables en grandes conjuntos de datos.
Piatetsky-Shapiro describe el análisis y la presentación de reglas 'fuertes' descubiertas en bases de datos utilizando diferentes medidas de interés. Basado en el concepto de regla fuerte, Agrawal et al. presentaron un trabajo en el que indicaban las reglas de asociación que descubrían las relaciones entre los datos recopilados a gran escala en los sistemas de terminales de punto de venta de unos supermercados. Por ejemplo, la siguiente regla:
Encontrada en los datos de ventas de un supermercado, indicaría que un consumidor que compra cebollas y verdura a la vez, es probable que compre también carne. Esta información se puede utilizar como base para tomar decisiones sobre marketing como precios promocionales para ciertos productos o dónde ubicar estos dentro del supermercado. Además del ejemplo anterior aplicado al análisis de la cesta de la compra, hoy en día, las reglas de asociación también son de aplicación en otras muchas áreas como el web mining, la detección de intrusos o la bioinformática.

## Definición del problema
Según la definición original de Agrawal et al el problema de minería de reglas de asociación se define como:
- Sea {\displaystyle I=\{i_{1},i_{2},\ldots ,i_{n}\}} un conjunto de {\displaystyle n} atributos binarios llamados items.

- Sea {\displaystyle D=\{t_{1},t_{2},\ldots ,t_{m}\}} un conjunto de transacciones almacenadas en una base de datos.

Cada transacción en {\displaystyle D\,\!} tiene un ID (identificador) único y contiene un subconjunto de items de {\displaystyle I\,\!}. Una regla se define como una implicación de la forma:
{\displaystyle X\Rightarrow Y}
Donde:
{\displaystyle X,Y\subseteq I} y
{\displaystyle X\cap Y=\emptyset }
Los conjuntos de items {\displaystyle X\,\!} y {\displaystyle Y\,\!} se denominan respectivamente "antecedente" (o parte izquierda) y "consecuente" (o parte derecha) de la regla.

### Ejemplo práctico
| ID | Leche | Pan | Mantequilla | Cerveza |
| -- | ----- | --- | ----------- | ------- |
| 1  | 1     | 1   | 0           | 0       |
| 2  | 0     | 1   | 1           | 0       |
| 3  | 0     | 0   | 0           | 1       |
| 4  | 1     | 1   | 1           | 0       |
| 5  | 0     | 1   | 0           | 0       |

Para ilustrar estos conceptos véase el siguiente ejemplo sobre ventas en un supermercado. El conjunto de items es:
{\displaystyle I=\{\mathrm {Leche,Pan,Mantequilla,Cerveza} \}\,\!}
A la derecha se muestra una pequeña base de datos que contiene los items, donde el código '1' se interpreta como que el producto (item) correspondiente está presente en la transacción y el código '0' significa que dicho producto no está presente. Un ejemplo de regla para el supermercado podría ser:
{\displaystyle \{\mathrm {Leche,Pan} \}\Rightarrow \{\mathrm {Mantequilla} \}}
Significaría que si el cliente compró 'leche' y 'pan' también compró 'mantequilla', es decir, según la especificación formal anterior se tendría que:
{\displaystyle X=\{\mathrm {Leche,Pan} \}\,\!}
{\displaystyle Y=\{\mathrm {Mantequilla} \}\,\!}

### Reglas significativas, 'soporte' y 'confianza'
Nótese que el ejemplo anterior es muy pequeño, en la práctica, una regla necesita un soporte de varios cientos de registros (transacciones) antes de que ésta pueda considerarse significativa desde un punto de vista estadístico. A menudo las bases de datos contienen miles o incluso millones de registros.
Para seleccionar reglas interesantes del conjunto de todas las reglas posibles que se pueden derivar de un conjunto de datos se pueden utilizar restricciones sobre diversas medidas de "significancia" e "interés". Las restricciones más conocidas son los umbrales mínimos de "soporte" y "confianza".
El 'soporte' de un conjunto de items {\displaystyle X\,\!} en una base de datos {\displaystyle D\,\!} se define como la proporción de transacciones en la base de datos que contiene dicho conjunto de items:
{\displaystyle \mathrm {sop} (X)={\frac {\left|X\right\vert }{\left|D\right\vert }}\,\!}
En el ejemplo anterior el conjunto {\displaystyle \{\mathrm {Leche,Pan} \}\,\!} tiene un soporte de;
{\displaystyle \mathrm {sop} (X)={\frac {2}{5}}=0.4\,\!}
Es decir, el soporte es del 40% (2 de cada 5 transacciones).
La 'confianza' de una regla se define como:
{\displaystyle \mathrm {conf} (X\Rightarrow Y)={\frac {\mathrm {sop} (X\cup Y)}{\mathrm {sop} (X)}}={\frac {\left|X\cup Y\right\vert }{\left|X\right\vert }}}
Por ejemplo, para la regla:
{\displaystyle \{\mathrm {Leche,Pan} \}\Rightarrow \{\mathrm {Mantequilla} \}}
La confianza sería:
{\displaystyle \mathrm {conf} (\{\mathrm {Leche,Pan} \}\Rightarrow \{\mathrm {Mantequilla} \})={\frac {\mathrm {sop} (\{\mathrm {Leche,Pan} \}\cup \{\mathrm {Mantequilla} \})}{\mathrm {sop} (\{\mathrm {Leche,Pan} \})}}={\frac {0.2}{0.4}}=0.5}
Este cálculo significa que el 50% de las reglas de la base de datos que contienen 'leche' y 'pan' en el antecedente también tienen 'mantequilla' en el consecuente; en otras palabras, que la regla:
{\displaystyle \{\mathrm {Leche,Pan} \}\Rightarrow \{\mathrm {Mantequilla} \}}
Es cierta en el 50% de los casos.
La confianza puede interpretarse como un estimador de {\displaystyle P(Y|X)}, la probabilidad de encontrar la parte derecha de una regla condicionada a que se encuentre también la parte izquierda.
Las reglas de asociación deben satisfacer las especificaciones del usuario en cuanto a umbrales mínimos de soporte y confianza. Para conseguir esto el proceso de generación de reglas de asociación se realiza en dos pasos. Primero se aplica el soporte mínimo para encontrar los conjuntos de items más frecuentes en la base de datos. En segundo lugar se forman las reglas partiendo de estos conjuntos frecuentes de items y de la restricción de confianza mínima.
Encontrar todos los subconjuntos frecuentes de la base de datos es difícil ya que esto implica considerar todos los posibles subconjuntos de items (combinaciones de items). El conjunto de posibles conjuntos de items es el conjunto potencia de {\displaystyle I} y su tamaño es de {\displaystyle 2^{n}-1} (excluyendo el conjunto vacío que no es válido como conjunto de items). Aunque el tamaño del conjunto potencia crece exponencialmente con el número de items {\displaystyle n} de {\displaystyle I}, es posible hacer una búsqueda eficiente utilizando la propiedad "downward-closure" del soporte (también llamada anti-monótona) que garantiza que para un conjunto de items frecuente, todos sus subconjuntos también son frecuentes, y del mismo modo, para un conjunto de items infrecuente, todos sus superconjuntos deben ser infrecuentes. Explotando esta propiedad se han diseñado algoritmos eficientes (por ejemplo: Apriori y Eclat) para encontrar los items frecuentes.

### Mejora de la confianza: "Lift" (1,2)
El indicador lift expresa cuál es la proporción del soporte observado de un conjunto de productos respecto del soporte teórico de ese conjunto dado el supuesto de independencia. Un valor de lift = 1 indica que ese conjunto aparece una cantidad de veces acorde a lo esperado bajo condiciones de independencia. Un valor de lift > 1 indica que ese conjunto aparece una cantidad de veces superior a lo esperado bajo condiciones de independencia (por lo que se puede intuir que existe una relación que hace que los productos se encuentren en el conjunto más veces de lo normal). Un valor de lift < 1 indica que ese conjunto aparece una cantidad de veces inferior a lo esperado bajo condiciones de independencia (por lo que se puede intuir que existe una relación que hace que los productos no estén formando parte del mismo conjunto más veces de lo normal).

## Algoritmos
Existen diversos algoritmos que realizan búsquedas de reglas de asociación bases de datos.
- Apriori
- Partition
- Eclat